# Hannes Rieckhoff
Hannes Rieckhoff (* 22. September 1944 in Glashütten im Taunus) ist ein deutscher Geschäftsmann und ehemaliger Bürgermeister.

## Leben
Rieckhoff studierte in Freiburg Jura. Von 1986 bis 1994 war das CDU-Mitglied als Nachfolger von Martin Dietrich Oberbürgermeister der Stadt Backnang. In seinem Amt folgte ihm Jürgen-Heinrich Schmidt nach. Anschließend war Rieckhoff Manager der Rheinisch-Westfälischen Elektrizitätswerke. 1996 wurde er Chef der Mainkraftwerke in Frankfurt. Er war bis 1. Oktober 2002 Vorstandsvorsitzender der NCO Energie AG (Süwag Energie). Er lebt in München und ist seit 1992 mit der Schauspielerin Thekla Carola Wied verheiratet. Er hat drei Kinder aus zweiter Ehe. Im Ruhestand studiert er in München an der Ludwig-Maximilians-Universität Geschichte und Philosophie.